# NGC 683
NGC 683 في الفهرس العام الجديد، هي مجرة، تقع في كوكبة الحمل (كوكبة). اكتشفت في 17 أكتوبر 1825 بواسطة جون هيرشل.

## روابط خارجية
- NGC 683 على موقع ويكي سكاي: DSS2, SDSS, GALEX, IRAS, Hydrogen α, X-Ray, Astrophoto, Sky Map, Articles and images